# Prowincja Songkhla
Songkhla (taj. สงขลา) – jedna z prowincji (changwat) Tajlandii nad Zatoką Tajlandzką na półwyspie malajskim. Sąsiaduje z prowincjami Satun, Phatthalung, Nakhon Si Thammarat, Pattani i Yala oraz z malajskimi prowincjami Kedah i Perlis.
Nazwa Songkhla w języku tajskim wzięła się od malajskiego słowa Singgora, co oznacza miasto lwów.